# Кзыл-Армейский район
Кзыл-Армейский район (тат. Кызыл Армия районы) — бывший административный район Татарской АССР с центром в селе Каргали, существовавший в 1935—1958 годах.

## История
Кзыл-Армейский район был образован 10 февраля 1935 года.
По данным на 1 января 1948 года в районе было 19 сельсоветов: Азеевский, Акбулатовский, Васильевский, Изгарский, Исляйкинский, Ишалькинский, Каргалинский, Михайловский, Просто-Челнинский, Русско-Елтанский, Старо-Ромашкинский, Татарско-Алкинский, Татарско-Елтанский, Татарско-Сарсавский, Федоровский, Чертушкинский, Чувашско-Елтанский, Чувашско-Чебоксарский и Шахмайкинский.
8 мая 1952 года район вошёл в состав Чистопольской области Татарской АССР. 30 апреля 1953 года в связи с ликвидацией областей был возвращён в прямое подчинение Татарской АССР.
16 июля 1958 года Кзыл-Армейский район был упразднён, а его территория передана в Новошешминский и Чистопольский районы.

## Население
По данным переписи 1939 года, в Кзыл-Армейском районе проживало 20 683 человека, в том числе татары — 71,9 %, русские — 21,6 %, чуваши — 5,9 %.